# Аутопорто (Долина Аосте)
Аутопорто је насеље у Италији у округу Долина Аосте, региону Долина Аосте.
Према процени из 2011. у насељу је живело 57 становника. Насеље се налази на надморској висини од 545 м.